# Giacomo Ciera
Giacomo Ciera foi um prelado católico romano que serviu como bispo de Chiron a partir de 1406.

## Biografia
No dia 1 de Março de 1406, Giacomo Ciera foi nomeado durante o papado de Inocêncio VII como Bispo de Quíron. Não se sabe por quanto tempo serviu. Enquanto bispo, foi o co-consagrador principal de Antonio Correr, Bispo de Modon (1407).